# Southern (przewoźnik kolejowy)

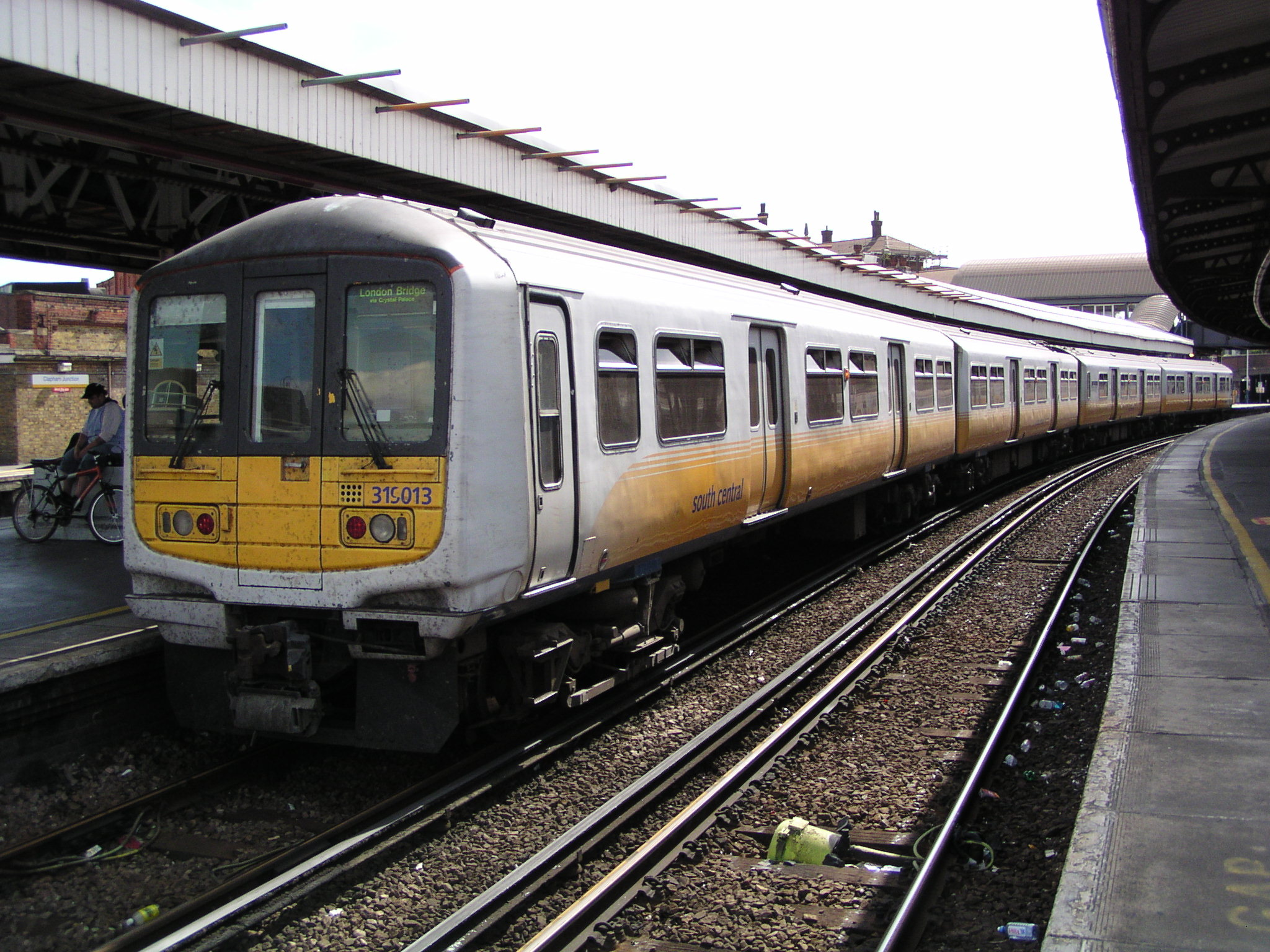
Pociąg British Rail Class 319 w starym malowaniu, używanym do roku 2004

Southern – brytyjski przewoźnik kolejowy, posiadający koncesję na obsługę tras podmiejskich i regionalnych w południowej Anglii. Pierwszy okres koncesyjny rozpoczął się w październiku 2000 i trwał do roku 2009, po czym spółka uzyskała jego przedłużenie do lipca 2015. Spółka zarejestrowana jest pod nazwą New Southern Railway Ltd. W latach 2000–2004 działała pod marką South Central, a od 2004 jako Southern. Jej udziałowcami, za pośrednictwem swojej spółki Govia, są brytyjska Go-Ahead Group i francuski Keolis. 22 czerwca 2008 spółka przejęła obsługę linii łączącej lotnisko Gatwick z centrum Londynu. Trasa ta jest sygnowana marką Gatwick Express.

## Tabor
Na tabor przewoźnika składają się aktualnie następujące jednostki:
- British Rail Class 73 (1 sztuka)
- British Rail Class 171 (16 zestawów)
- British Rail Class 319 (20 zestawów)
- British Rail Class 377 (182 zestawy)
- British Rail Class 455 (46 zestawów)
- British Rail Class 456 (24 zestawy)
- British Rail Class 460 (8 zestawów)